# حرب حدود إثيوبيا-الصومال 1982
وقعت حرب حدود إثيوبيا-الصومال 1982 بين شهري يونيو وأغسطس 1982 حين غزت أثيوبيا، التي أرسلت قوة غزو تكونت من 10,000 رجلًا مدعومًا بالطائرات الحربية والوحدات المدرعة، وسط الصومال بدعم من المئات من متمردي الجبهة الديمقراطية لإنقاذ الصومال SSDF. ردت حكومة الولايات المتحدة بتسريع توصيل الأسلحة الخفيفة ودبابات باتون التي وعدت بها. بالإضافة إلى ذلك، رفعت قيمة المساعدات الاقتصادية والعسكرية التي وعدت بها الولايات المتحدة من 45 مليون دولار إلى 80 مليون دولار.

## الخلفية
سُجلت أثيوبيا، التي تقع إلى الغرب مباشرة من الصومال، جارةً للصومال منذ القرن الخامس قبل الميلاد. بدأت العلاقات بين الصومال وأثيوبيا كمتنافسين استعماريين في القرن الثامن عشر. خلال تلك الفترة الزمنية، اتسمت المناطق الواقعة بين البلدين بالكثير من الجدل بشأن أحقية أي منهما في ملكيتها. بلغ هذا النزاع أوجه في إحدى المستعمرات حيث أعطت أثيوبيا للصومال الشريط الجنوبي منها الذي استعمرته بريطانيا، ولكنها حصلت على إقليم أوغادين الصومالي القيّم. في الفترة بين بداية القرن التاسع عشر والحرب العالمية الثانية، كانت البلدان في تنازع مستمر على الحدود بينهما، ما أدى إلى تدخل الأمم المتحدة بعد الحرب. قررت الأمم المتحدة الرجوع إلى اتفاقية الحدود الاستعمارية الموُقعة في نهاية القرن الثامن عشر. بالتالي شُرعت الحدود للمالك السابق (أثيوبيا)، إذ كانت تلك الاتفاقية هي التسوية الوحيدة بين الصومال وأثيوبيا.
في عام 1969، ومن خلال انقلاب عسكري بعد اغتيال الرئيس السابق عبد الرشيد علي شارماركي، وصل القائد العسكري محمد سياد بري إلى الحكم. سار سياد بري، الذي أعلن نفسه ماركسيًا، سريعًا على نهج الاتحاد السوفيتي. وضع سياد بري أولوية لهيمنة الحزب وأسس حكومة دكتاتورية. في عام 1977، حاولت الصومال استعادة إقليم أوغادين بدعم من الاتحاد السوفيتي. ولكن بحلول عام 1978 تحول ولاء الاتحاد السوفيتي تجاه أثيوبيا بسبب المكاسب السياسية والموارد المحتملة. في عام 1978، وبدعم من الأسلحة السوفيتية والتعزيزات الكوبية، استعادت أثيوبيا السيطرة على أوغادين. أدى ذلك إلى النزوح الجماعي لآلاف الرجال والنساء الصوماليين من منطقة أوغادين إلى الحدود الصومالية. بالرغم من هزيمة الصومال في حرب 1977-78، لم تعترف قط بالحدود الدولية التي تعتبر أوغادين، بسكانها من الصوماليين الإثنيين، جزءًا من أثيوبيا. يعتقد الكثير من المؤرخين أن هذا السبب هو الذي أبقى الكراهية بين البلدين.

## تأثير الحرب الباردة
بعد التغير في ولاء الاتحاد السوفيتي من الصومال إلى أثيوبيا في عام 1978، أصبحت الولايات المتحدة حليفة للصومال على مضض. جاءت أمريكا في الساعة الثانية عشرة في الوقت الذي لم يتبق فيه لأثيوبيا أي حلفاء كما يبدو. كانت الولايات المتحدة في الأصل متحالفة مع أثيوبيا ولكنها توقفت عن إمدادها وتجهيزها. اعتقدت الولايات المتحدة في الأصل أن أثيوبيا ستكون ذا قيمة أكبر بسبب موقعها الجغرافي وحجمها. ولكن كلًا من الصومال وأثيوبيا كانتا على مقربة شديدة من مسارات النفط الغربي، ما بلغ ذروة الركائز الأمريكية والسوفيتية في أفريقيا. عقدت كل من الولايات المتحدة والاتحاد السوفيتي اتفاقيات عسكرية مع حلفائهما. تمتعت الولايات المتحدة بالحق في استخدام الموانئ ومهابط الطائرات، بينما تناثرت المواقع العسكرية للاتحاد السوفيتي عبر أثيوبيا على طول البحر الأحمر. كان الوجود الممتد والمستمر للولايات المتحدة والاتحاد السوفيتي في القرن الأفريقي جزءًا من مباراة الشطرنج التي سُميت بالحرب الباردة.
بسبب نظام سياد بري الدموي، لم تجد الولايات المتحدة راحتها سوى في إرسال الأسلحة الخفيفة للدفاع عوضًا عن الهجوم. كتب جون إي. بايك «على الرغم من أن الولايات المتحدة كانت مستعدة لمساعدة نظام سياد بري اقتصاديًا عن طريق المنح المباشرة، والقروض المدعومة من البنك الدولي، ونظام التمويل النقدي الدولي الميّسر، ترددت الولايات المتحدة في تقديم المزيد من المساعدات العسكرية للصومال سوى ما يلزم للحفاظ على الأمن الداخلي. بلغت المساعدات العسكرية والاقتصادية التي قدمتها الولايات المتحدة للصومال 34 مليون دولار».